# Elia Zaharia
Elia Zaharia (* 8. února 1983, Tirana) je albánská herečka, bývalá zpěvačka a mezi roky 2016 a 2024 manželka pretendenta trůnu prince Leky Zogu Albánského. Během trvání manželství s princem Lekou byla známá také jako korunní princezna Elia Albánská.

## Mládí a vzdělání
Narodila se 8. února 1983 v Tiraně v Albánii. Jejími rodiči jsou Gjergj Zaharia (* 1952) a Yllka Mujo (* 1953). Její otec pochází z Përmetu, zatímco její matka pochází z Černé Hory, konkrétně z hlavního města Podgorica. Odstěhovali se do Skadaru, města v severní Albánii, v době, kdy ještě existovala monarchie. Má mladšího bratra Amose Muji Zahariu. Ona i její matka jsou v Albánii známé jako umělkyně; její matka je velmi známou herečkou a její bratr je herec a filmový režisér.
V roce 2002 dokončila studium na National Art School Jordan Misja v Tiraně, kde vystudovala scénografii. Poté se odstěhovala do Paříže, kde pokračovala v dalším studiu. Zde se seznámila s korunním princem Lekou. V roce 2005 dokončila vzdělání na konzervatoři v Bordeaux, kde studovala umělecké drama. Později pokračovala ve studiích dramatu na Univerzitě Paříž VIII.
Mluví plynně francouzsky, italsky a anglicky.

## Kariéra
Elia Zaharia ztvárnila několik rolí v Albánském národním divadle, včetně her:
- The Crucible od Arthura Millera (2011)
- Hořká láska od Carlo Bruni (2011)
- Zapomenutá láska od Erion Kame (2012)
- Sen noci svatojánské od Williama Shakespeara (2013)
- The Sunshine Boys od Neila Simona (2014)
- Tři sestry od Antona Pavloviče Čechova (2016)

Elia hrála také ve filmech a účinkovala jako zpěvačka. V roce 2002 si zahrála hlavní roli ve filmu Lule te kuqe, lule te zeza a v roce 2008 hrála ve filmu Honeymoon od Gorana Paskaljevice.
V letech 1999–2002 účinkovala v hudební skupině Spirit Voice.
V roce 2016 vystupovala na Kënga Magjike, největší albánské hudební slavnosti, společně s Ardit Gjebreaou.

## Osobní život

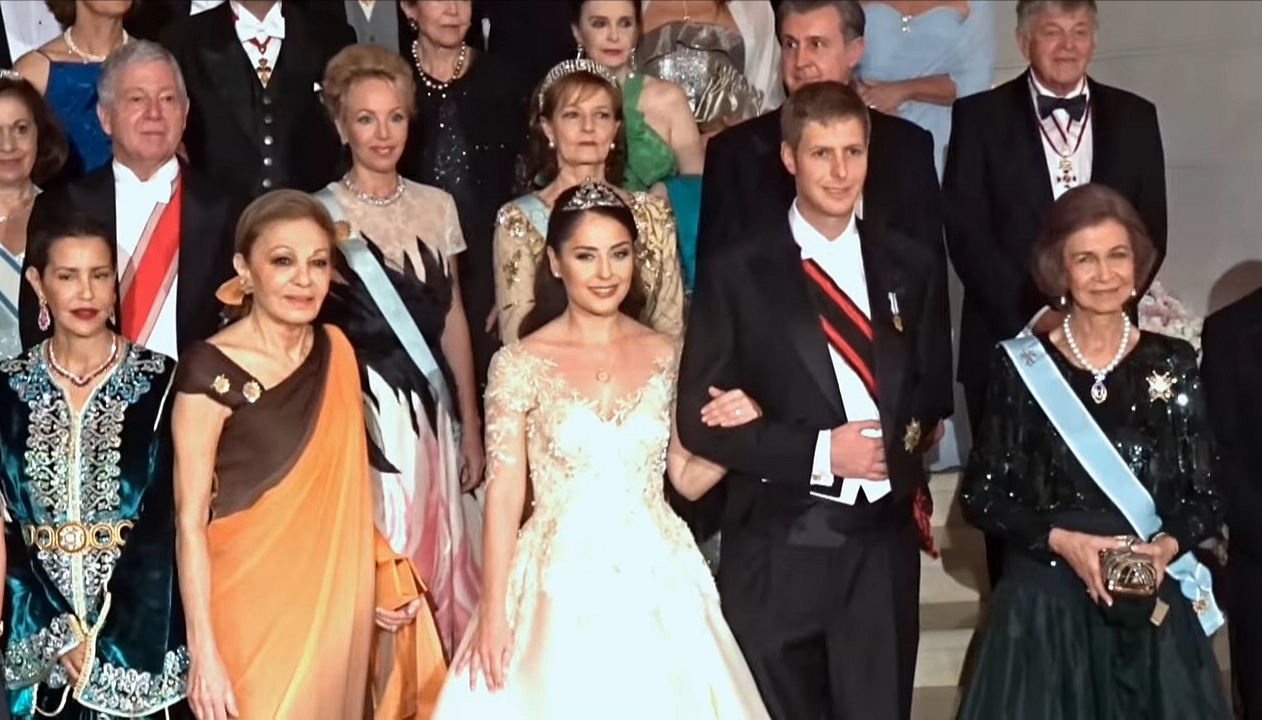
Výřez fotografie se svatebními hosty

V Paříži se seznámila s princem Lekou a v květnu 2010 se zasnoubili. Od té chvíle doprovázela Elia prince na všech návštěvách a setkáních společně s členy královské rodiny. Byla také hlavou královské charitativní nadace, která působí jako humanitární, charitativní a nezisková organizace, založená královským dvorem. Nadace pomáhá především albánským rodinám, které potřebují pomoc a dětem, o které se nemá kdo postarat. Díky této organizaci bylo zrekonstruováno několik škol a školek v severní Albánii, hlavně v okrese Mat, ze které královská rodina Zogu pochází.
Dne 27. března 2016 bylo oznámeno Skënderem Zogu, členem královské rodiny, že pár uzavře v říjnu toho roku sňatek v Prezidentském (původně královském) paláci v Tiraně. Polooficiální obřad se konal na plánovaném místě a zúčastnilo se jej přes 300 členů královských rodin z celé Evropy. Civilní sňatek uzavřel pár na radnici a ztvrdil jej tiranský starosta Erion Veliaj.[zdroj?] Pár také dostal požehnání od nejvýše postavených náboženských představitelů, což je v Albánii již tradičním vyznáním důvěry mezi královskou rodinou a náboženstvím.
Mezi členy královských rodin, které se zúčastnili svatby, byli například: bývalá španělská královna Sofie Řecká, princ Michael z Kentu a princezna Marie Kristina z Kentu, princ Alexandr II. Karađorđević a Kateřina, korunní princezna srbská, princ Guillaume z Lucemburska společně s princeznou Sibillou a Léou. Dále se svatby zúčastnili členové královských rodin z Ruska, Itálie, Lichtenštejnska, Rumunska, Řecka, Gruzie, Černé Hory a Maroka. Mezi hosty byly také vrcholní představitelé albánského státu.
Dne 22. října 2020 porodila v porodnici královny Geraldiny v Tiraně dceru. Její narození připadlo na den 18. výročí úmrtí královny Geraldiny, po níž byla také pojmenována.
Začátkem roku 2024 byl oběma stranami oznámen rozpad manželství. K rozvodu manželství došlo 25. dubna 2024.

## Tituly a vyznamenání

### Tituly
- 8. února 1983 – 8. října 2016: Slečna Elia Zaharia
- 8. října 2016 – 25. dubna 2024: Její královská výsost korunní princezna Elia
- 25. dubna 2024 – dodnes: Paní Elia Zaharia

### Vyznamenání
- Rytíř velkokříž Řádu věrnosti